# Heiligengrabtruhe

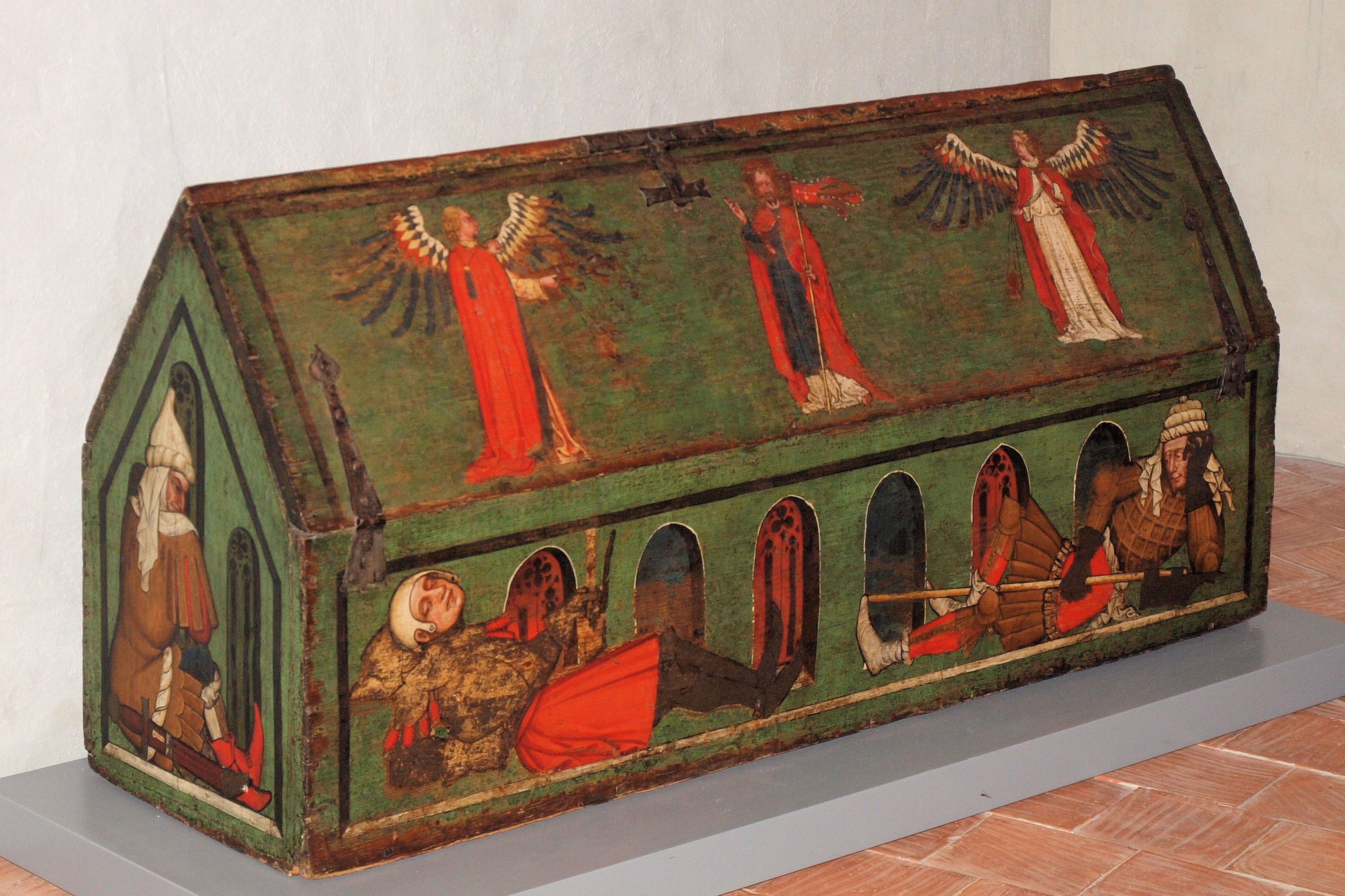
Die Heiligengrabtruhe im geschlossenen Zustand

Die Heiligengrabtruhe von Baar ist eine der wenigen gemalten Darstellungen des Heiligen Grabes. Die Truhe befand sich ursprünglich in der St.-Martins-Kirche von Baar und wurde dann lange Zeit im schweizerischen Landesmuseum in Zürich gezeigt (mit einer Statue aus Saaren). Heute befindet sie sich als Leihgabe der katholischen Kirchgemeinde Baar im Museum Burg in Zug.
Die Heiligengrabtruhe wurde in der Liturgie beim Osterfest benutzt. In die Truhe wurde der Grabchristus bzw. ein Kruzifix mit beweglichen Armen, jeweils von Karfreitagabend bis Ostersonntag, zusammen mit der Hostie gelegt. Das zu dieser Truhe gehörende Kruzifix ist heute nicht mehr erhalten.

## Beschreibung
Die Holztruhe kann auch als gotischer Schrein aufgefasst werden. Die Truhe wird von zwei länglichen Brettern bedeckt, die ein Satteldach bilden. Das vordere Brett lässt sich nach vorne aufklappen. Die Truhe ist mit figürlichen Darstellungen bemalt; ihre Grundfarbe ist laubgrün. Auf der klappbaren Deckelaussenseite ist der auferstande Christus mit Siegesfahne zu sehen. Er ist zwischen zwei Engeln abgebildet, die ein Weihrauchfass schwingen (das Rauchfass wurde ausgekratzt; nur noch die Ketten sind zu sehen). Auf der Vorderseite liegen zwei schlafende Grabwächter. Auch auf den beiden Seiten befindet sich je ein Grabwächter; der auf der linken Seite ist wach und in nachdenklicher Stimmung dargestellt, der auf der rechten Seite schlafend, mit grimmigen Gesicht und auf seinem Schild abgestützt. Die Rückseite der Truhe besitzt keine figürliche Darstellungen. Umlaufend sind Nischen aufgemalt, auch im Hintergrund der Wächterdarstellung, die als perspektivisch versetztes Masswerk in roter und blauer – auf der Seite grüner – Farbe gehalten sind. Die Innenseite ist grau strukturiert bemalt, womit das Felsengrab angedeutet wird. Im geöffneten Zustand ist die bemalte Innenseite des Deckels sichtbar. Auf ihm sind drei Frauen mit Salbgefässen abgebildet. Dargestellt ist die Szene, in der das Grab leer vorfinden, mit zwei Engeln, die das Grabtuch halten.
Die Grabtruhe besitzt keine Hinweise auf ihre Entstehung. Anhand des weichen Stils, welcher sie auszeichnet, dürfte sie um 1430 entstanden sein.

## Parallelstücke
Gemalte Darstellungen des Heiligen Grabes sind sehr selten und nur aus dem deutschen Sprachraum bekannt.
Eine vermutlich ältere Heiliggrabtruhe oder Ostergrab aus der Mitte des 14. Jahrhunderts befindet sich in der Kirche der Zisterzienserabtei Magerau, in Freiburg i.Ü. Dort ist die Christusfigur, die in den Schein gelegt wurde, erhalten.

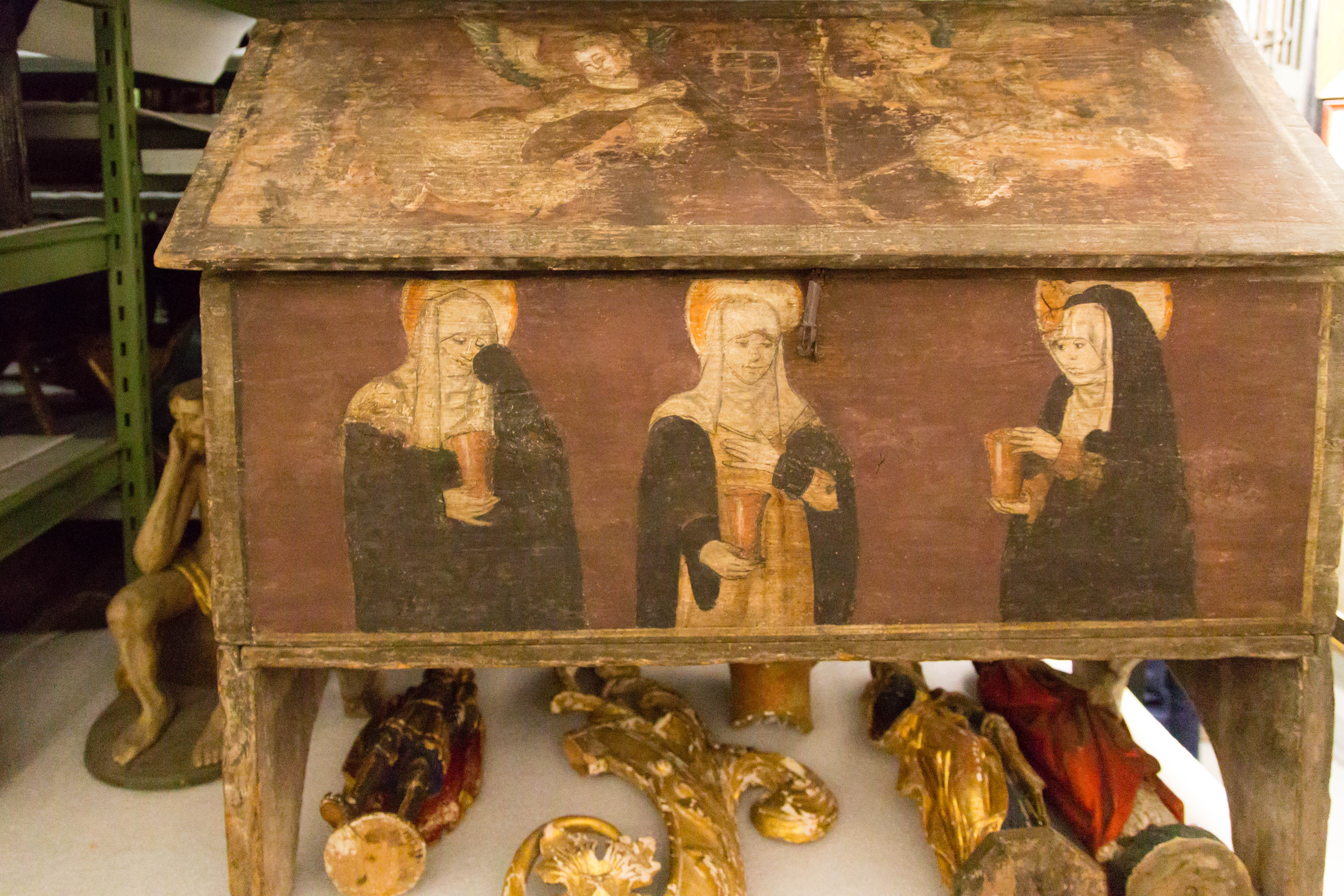
Heiligengrabtruhe von Biberist

2011 wurde eine weitere Heiligengrabtruhe im Pfarrhaus von Biberist gefunden.

## Weblink
- Heiliggrabtruhe (Leihgabe Katholische Kirchgemeinde Baar). In: burgzug.ch. Abgerufen am 12. Dezember 2024.